# 19497 Пінеда
19497 Пінеда (19497 Pineda) — астероїд головного поясу, відкритий 22 травня 1998 року.
Тіссеранів параметр щодо Юпітера — 3,524.